# Megasiphon thylakos
Megasiphon thylakos — викопний вид асцидій, що існував у пізньому кембрії (500 млн років тому).

## Історія відкриття
Викопні рештки тварини знайдено у відкладеннях формації Марджум у штаті Юта (США). У 2019 році скам'янілість взялася вивчати Карма Нанглу (Karma Nanglu), палеонтологиня з Гарвардського університету, яка спеціалізується на кембрійському та ордовицькому періодах. Зразок роками пролежав у Музеї Солт-Лейк-Сіті. На основі решток описані нові рід та вид Megasiphon thylakos у статті, опублікованій в 2023 році в журналі Nature Communications. Нанглу з співаторами повідомляють, що чудово збережена 500-мільйонна скам'янілість є точною копією сучасних покривників, з двома сифонами для фільтрації органічних частинок з води та складною мускулатурою, що керувала сифонами.

## Опис
Викопний зразок розміром з людський палець була зі збереженими деталями м'якого тіла. Нанглу з колегами назвали його Megasiphon thylakos за його великі сифони і тіло, схоже на мішок (thylakos — від грецького слова «мішок»). Сучасні покривники використовують ці сифони для фільтрації та живлення і мають смуги поздовжніх м'язів, що проходять по тілу, а також кругові м'язи навколо сифонів, які контролюють їх. Деталі мускулатури Megasiphon виглядають майже ідентичними до мускулатури сучасного покривника Ciona intestinalis.